# Kanton Mont-de-Marsan-Nord
Der Kanton Mont-de-Marsan-Nord war bis 2015 ein französischer Wahlkreis im Arrondissement Mont-de-Marsan, im Département Landes und in der Region Aquitanien; sein Hauptort war Mont-de-Marsan, Vertreter im Generalrat des Départements war zuletzt von 2004 bis 2015 Christian Cazade.

## Gemeinden
Der Kanton bestand aus einem Teil von Mont-de-Marsan und acht Gemeinden. Die nachfolgenden Zahlen sind jeweils die gesamten Einwohnerzahlen der Gemeinden. 
| Gemeinde             | Einwohner Jahr | Fläche km² | Bevölkerungsdichte | Code INSEE | Postleitzahl |
| -------------------- | -------------- | ---------- | ------------------ | ---------- | ------------ |
| Bostens              | 176 (2013)     | –          | – Einw./km²        | 40090      | 40050        |
| Campet-et-Lamolère   | 336 (2013)     | –          | – Einw./km²        | 40090      | 40062        |
| Gaillères            | 589 (2013)     | –          | – Einw./km²        | 40090      | 40103        |
| Geloux               | 719 (2013)     | –          | – Einw./km²        | 40090      | 40111        |
| Lucbardez-et-Bargues | 568 (2013)     | –          | – Einw./km²        | 40090      | 40162        |
| Mont-de-Marsan       | 31.334 (2013)  | –          | – Einw./km²        | 40090      | 40192        |
| Saint-Avit           | 578 (2013)     | –          | – Einw./km²        | 40090      | 40250        |
| Saint-Martin-d’Oney  | 1356 (2013)    | –          | – Einw./km²        | 40090      | 40274        |
| Uchacq-et-Parentis   | 558 (2013)     | –          | – Einw./km²        | 40090      | 40320        |